# Секето (Ливорно)
Секето је насеље у Италији у округу Ливорно, региону Тоскана.
Према процени из 2011. у насељу је живело 233 становника. Насеље се налази на надморској висини од 14 м.